# Loanhead
Loanhead är en ort i Storbritannien.   Den ligger i kommunen Midlothian och riksdelen Skottland, i den centrala delen av landet, 500 km norr om huvudstaden London. Loanhead ligger 152 meter över havet och antalet invånare är 6 358.
Terrängen runt Loanhead är platt åt nordost, men åt sydväst är den kuperad.Runt Loanhead är det tätbefolkat, med 297 invånare per kvadratkilometer. Närmaste större samhälle är Edinburgh, 8,4 km norr om Loanhead. Trakten runt Loanhead består i huvudsak av gräsmarker.